# Hoofdinspecteur

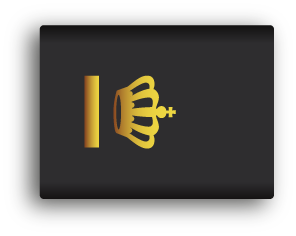
Rangonderscheidingsteken van een Nederlandse hoofdinspecteur

Hoofdinspecteur is een rang bij de Belgische en Nederlandse politie, deze rang zit tussen inspecteur en commissaris. Een hoofdinspecteur kan werkzaam zijn bij verschillende onderdelen van de politie. 

## Nederland
In Nederland is de rol van hoofdinspecteur verbonden aan functies die gewaardeerd zijn op schaal 11 en 12. Dit zijn volgens het 'Landelijk functiehuis Nationale Politie' bijvoorbeeld de leidinggevende functies zoals teamchefs op de basisteams of op andere afdelingen, zoals bij de Dienst Landelijke Recherche. Het kan ook gaan om medewerkers op specialistische functies, zoals de operationeel specialist c en d. Een hoofdinspecteur is executief inzetbaar en is algemeen opsporingsambtenaar zoals bedoeld in art. 141 Sr.
Een hoofdinspecteur kan, net als een inspecteur, tevens hulpofficier van justitie zijn en heeft in dat geval naast de algemene opsporingsbevoegdheid ook enkele bevoegdheden meer dan medewerkers in lagere rangen. Eveneens kan de hoofdinspecteur worden ingezet als Officier van Dienst of als Hoofdofficier van Dienst.

## België
In België hebben medewerkers op zowel leidinggevende als specialistische functies, bijvoorbeeld in beleidsfuncties of bij de Federale Gerechtelijke Politie,  de rang van hoofdinspecteur .